# 와카바 무츠미
와카바 무츠미(일본어: 若葉睦) 애니메이션 「BanG Dream! It's MyGO!!!!!」의 등장 인물.
CV:와타세 유즈키

## 개요
애니메이션 「BanG Dream!」의 파생 작품 「It's MyGO!!!!!」의 등장 인물. 츠키노모리 여자학원 에 다니는 고교 1학년으로, 원예부 에 소속. 1월 14일생. 신장 153㎝.
부모 모두 연예인 ( 아버지가 웃음 연예인 으로, 어머니가 여배우 ) 라는 드문 경력을 가진다.
또, 목자 자신도 연예 활동을 하고 있는지 현재는 언급되지 않았지만, TV에 출연한 적이 있어 유명인의 딸로서 세간적으로 알려져 있는 모양.
토요카와 쇼코 와는 친숙하고, 그녀를 「사키」라고 부르고 있다.
기본적으로 무구하고, 무표정 . 밴드 유닛 「CRYCHIC」의 전 멤버로 기타 를 담당하고 있었다. 기타는 어린 시절부터 냄새가 났으며, 목자 자신은 자신감이지만 그 연주 기술은 일류.
CRYCHIC 해산 후 밴드 활동은 하지 않고 당시 같은 멤버였던 소꿉친구의 쇼코와 행동을 함께 하는 경우가 많다.
덧붙여 같은 고등학교에 다니던 등조차 몰랐던 CRYCHIC 해산 후의 쇼코의 전교처를 그녀로부터 유일하게 알리고 있었지만, 동시에 입도 막혀 있었다.
쇼코의 소꿉친구이기 때문에 그녀의 행방을 찾으려는 나가사키 소요 로부터 접촉을 받고 있어, 그 건으로 쇼코와 몇번이나 상담을 한 끝에 제8화 에서 CRYCHIC 부활을 호소하는 소조를 쇼코와 함께 거절 .
그 후, 애니메이션 제12화 에서는 스스로 정성들여 기른 오이(그것도, 색 광택이나 형태가 아름답고, 매물이 되는 레벨의 훌륭한 것)을 종이 봉투에 포장해, 「MyGO!!!!!」의 탈의실 에 넣었다.
이 병합은 제8화에서 쇼코와 함께 CRYCHIC 부활의 가능성에 끈적거리는 소요를 거절한 그녀 나름의 사과의 기분, 혹은 해산 후에도 내심에 걸렸던 전 CRYCHIC 멤버들에게의 「함께 밴드를 할 수 있다 계속 활동을 응원하고 있다는 우정의 에일 이었을 것이지만, MyGO! 의 후의가 도착하는 것은 없고, 「이것, 필요 없으니까!」라고 되돌아가 버렸다.
그 후, 쇼코의 권유에 따라 신 밴드 「Ave Mujica」의 기타 담당 「모티스」로서 가입을 승낙. 그 때에 「쇼코가 망가질 것 같으니까」라고 말하고 있어, 쇼코를 향해 옆에 있는 것을 선택한 모양.

## 모티스(モーティス)
밴드 유닛 " Ave Mujica "에서 와카바 목 의 무대 이름. 유닛에서는 기타 담당.
애니메이션 「It's MyGO!!!!!」제13화 의 극 장면에서는 다른 4명과 같이 소유자로부터 버려진 인형. 항상 오브리비오니스 옆에 있어 그녀를 '언니'라고 부르고 있다.
극히 무구하고, 극중에서는 오브리비오니스와 손을 잡고 등장하거나, 그녀로부터 머리카락을 빗으로 빗어달라고 하는 등, 목의 본래의 성격이나 오브리비오니스의 연자· 토요카와 쇼코 와 가까운 사이가 반영된 것 같은 캐릭터가 되고 있다.
1st 라이브 'Perdere Omnia'에서의 극 장면에서는 멸망한 세계가 잠들듯 편안한 것에 기쁨의 눈물을 흘린다는 자신의 이름을 방불케 하는 행동을 보이고 있다.

## 여담
- 그녀의 성씨의 유래인 와카바 는, 도쿄도 신주쿠구 에 있는 지명의 하나로, 과거에는 문화방송 의 스튜디오가 존재했다(현재는 미나토구의 하마 마츠 초역 앞에 이전). 그 밖에 다마 지구에서는 조후시 에 와카바초, 이나기시 에 와카바다이 가 있다.
- 「CRYCHIC」해산 후의 쇼코의 행방을 유일하게 알려지고 있어 그녀와 계속 함께 있었던 일이나, 「Ave Mujica」의 멤버가 되는 것을 응했을 때의 「상이… 망가질 것 같으니까」라는 말로부터, 현상 그럼 쇼코의 처지를 정확하게 아는 단 한 명의 인물 로 묘사되고 있다.
  - 『메가미 매거진』 2023년 11월호에 게재된 제작진에 의한 인터뷰 기사에 의하면, 에지에게 쇼코는 자신의 반신과 같은 소꿉친구 로 여겨지고 있다. Ave Mujica에는 쇼코에 대한 죄멸함 같은 마음으로 참가를 하고 있다는 것.
- 팬의 고찰에 의해 목욕은 「Ave Mujica」의 모티스로서 활동하고 있다고 추찰되고 있어, 위와 같이 애니메이션 제13화 에서 그녀야말로 모티스 라고 판명되었다.
  - 또, 제13화에서 「Ave Mujica」의 중심 인물인 쇼코의 처지 의 일단이 판명되었기 때문에, 삼각 초화 의 소속 사무소에 「Ave Mujica」로서의 활동을 인정시킨 일이나, 프로 스탭과 대 회장(한때 Roselia 가 FWF.에서 퍼포먼스를 실시한 스테이지)를 준비한 후의 대대적인 데뷔 공연을 실시하는 등의 활동 자금원이나 연예계에의 커넥션이라고 하는 부분은 자산가이자 저명 연예인 일가인 목 지원에 의하는 것으로는 추찰되고 있다.
- 쇼코가 CRYCHIC 탈퇴를 신청했을 때에 목도「나는… 지나도 아직 밝혀지지 않았다.
  - 애니메이션 종료 후에 공개된 앱판의 스토리에서는 첫 라이브 성공 후 다른 멤버와 함께 웃는 얼굴을 보이고 있거나 등들이 ' 카스가영 '을 부를 때 'CRYCHIC가 아닌 '카스가영'......' 슬프게 중얼거리거나, 목자 자신도 CRYCHIC에 애착을 가지고 있는 것 같은 묘사가 되어 있지만…
  - "밴드를 즐겁다고 생각한 적은 한 번도 없다" 소속한다」… 그렇지 않을까.
  - 각본 인터뷰에 의하면, 목의 이 발언이 CRYCHIC 해산의 결정타가 되었다고 한다. 이야기상의 의미로서는 CRYCHIC 해산의 책임을 계기로 한 쇼코에게만 짊어지지 않고, 목도 쇼코와 같은 죄를 함께 짊어지게 되었다고 여겨지고 있다.